# Stolidosoma bicolor
Stolidosoma bicolor är en tvåvingeart som beskrevs av Octave Parent 1934. Stolidosoma bicolor ingår i släktet Stolidosoma och familjen styltflugor.
Artens utbredningsområde är Guyana. Inga underarter finns listade i Catalogue of Life.